# Тесово (Минская область)
Тесо́во — деревня в Белоруссии, в Солигорском районе Минской области. Входит в Зажевичский сельский Совет.

## Расположение
Деревня расположена на северо-востоке Солигорского района, в 13 км от Солигорска, недалеко от Солигорского водохранилища. Чуть севернее проходит автомобильная дорога Солигорск — Любань, а немного южнее пролегает железная дорога.

## История
«Тесова» была отмечена на Топографической карте Минской губернии Фитингофа 1846 года и в атласе Ильина 1864 года, располагалась на берегу реки Случь, на дороге между Погост и Зажевичи. В 1909 году деревня Тесово относилась к Погостской волости Слуцкого уезда, находясь в 23 верстах от Слуцка, насчитывался 1351 житель. Также обозначалось как хутора Тесово.
После создания Солигорского водохранилища, согласно административной карте Белорусской ССР 1987 года, деревня расположена не на берегу, а немного западнее реки Случь и водохранилища, на тупиковой дороге до населённого пункта Старые Терушки.

## Известные уроженцы
- Волчок Федор Сергеевич. Участник Великой Отечественной войны. Награждён орденами Славы и Отечественной войны, орденом «Знак Почёта» (1966), медалями. Почётный гражданин г. Солигорска (2005).
- Дубовский Анатолий Игнатьевич. Герой Социалистического труда (1971).
- Дубовский Николай Игнатьевич. Долгожитель.
- Чиж Розалия Ефимовна. Участковый врач-педиатр в Солигорской детской консультации (1969—1993). Почётный гражданин г. Солигорска (2003).